# (1579) Herrick
(1579) Herrick es un asteroide que forma parte del cinturón exterior de asteroides y fue descubierto por Sylvain Julien Victor Arend desde el Real Observatorio de Bélgica, Uccle, el 30 de septiembre de 1948.

## Designación y nombre
Herrick fue designado al principio como 1948 SB.
Más adelante se nombró en honor del astrónomo estadounidense Samuel Herrick (1911-1974).

## Características orbitales
Herrick está situado a una distancia media del Sol de 3,435 ua, pudiendo alejarse hasta 3,872 ua. Su excentricidad es 0,1272 y la inclinación orbital 8,763°. Emplea 2325 días en completar una órbita alrededor del Sol.